# Sumio
Sumio (llamada oficialmente Santiago de Sumio) es una parroquia española del municipio de Carral, en la provincia de La Coruña, Galicia.

## Entidades de población
Entidades de población que forman parte de la parroquia:
- La Cabra (A Cabra)
- Batán
- Belvís
- Campo da Aldea (O Campo da Aldea)
- Celas
- Galgáns
- Gandarón (O Gandarón)
- Juntín (Guntín)
- Lale
- Lamagal (O Lamagal)
- Loureiro (O Loureiro)
- Montemeán
- Pousada
- Rubieiro (O Rubieiro)
- Souto Figueira
- Tarroeira de Sumio (A Tarroeira)
- Villasuso (Vilasuso)
- Jocín (Xocín)
- Jontes (Xontes)

## Despoblado
Despoblado que forma parte de la parroquia:
- Chamoso

## Demografía
| Gráfica de evolución demográfica de Sumio entre 2000 y 2018 |
|                                                             |
| Datos según el nomenclátor publicado por el INE.            |